# ヴィロラハティ
ヴィロラハティ（フィンランド語: Virolahti [ˈʋiroˌlɑhti]、スウェーデン語: Vederlax）は、フィンランド東南部キュメンラークソ県の、ロシア連邦との国境の程近くに位置する自治体。コトカ＝ハミナ郡に属する。コトカの東約45km、ヴィボルグ（ロシア）の西約60kmである。

## ヴィロラハティ出身の人物
- ウーノ・クラミ - 作曲家